# Forteresse d'Ostrvica
La forteresse d'Ostrvica (en serbe cyrillique : Средњовековни град Острвица ; en serbe latin : Srednjovekovni grad Ostrvica) est située sur le territoire du village de Zagrađe, dans la municipalité de Gornji Milanovac et dans le district de Moravica, en Serbie. Elle est inscrite sur la liste des monuments culturels protégés de la République de Serbie (identifiant no SK 173),,.
La forteresse est également connue sous le nom d'« Ostrovica ».

## Présentation

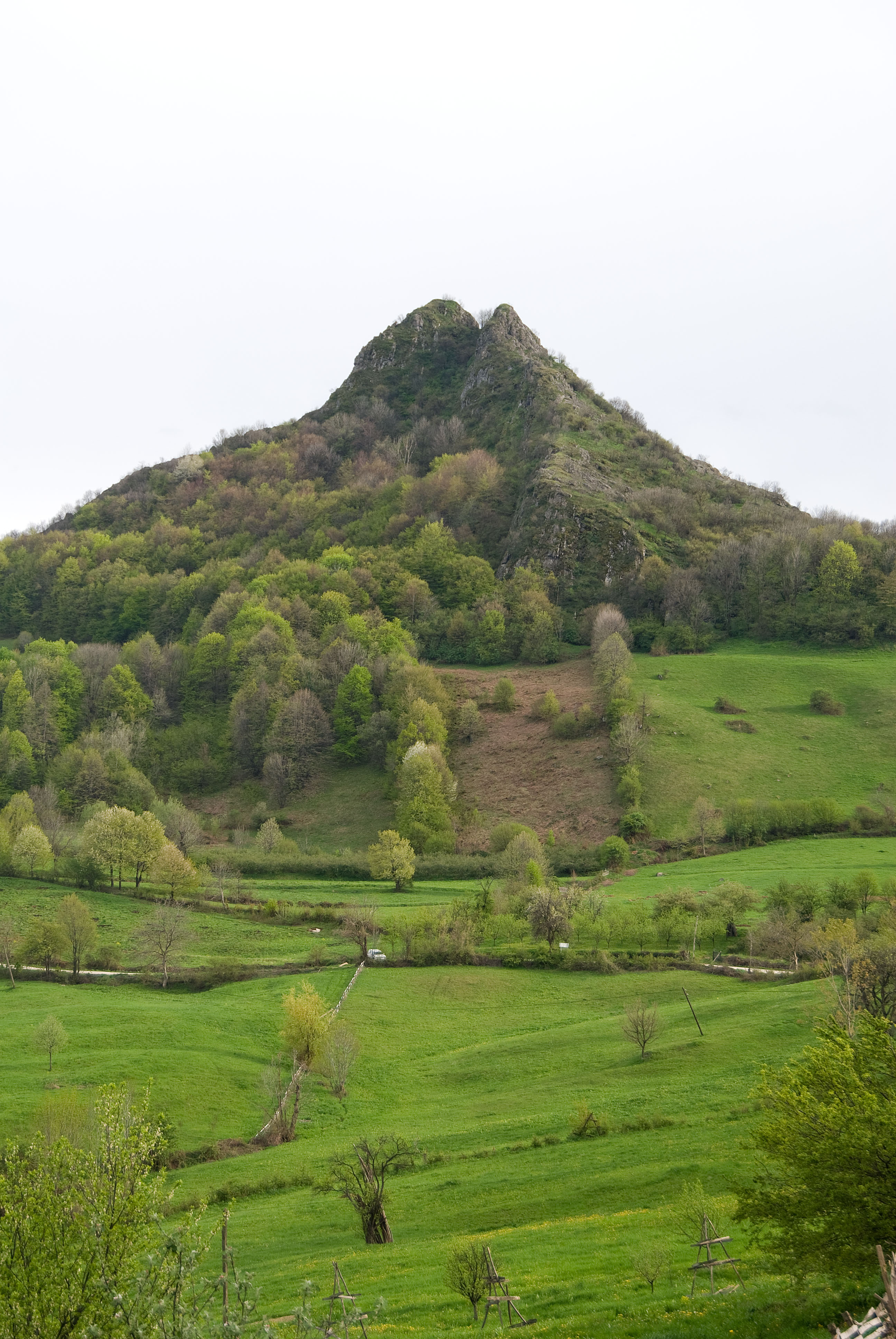
Le site de la forteresse.

Les vestiges de la forteresse sont situés sur un pic rocheux provenant des restes d'un ancien cône volcanique.
Elle a été construite pour protéger les mines d'argent et les routes commerciales du mont Rudnik. Elle est mentionnée pour la première fois en 1323-1324, au moment du conflit entre le roi Stefan Dečanski et le fils du roi Dragutin Vladislav, qui a occupé la zone minière pendant plusieurs années. La forteresse était le centre de l'administration militaire de la zone minière, ce qui a été confirmé par la réforme administrative du despote Stefan (1412). La ville est tombée pour la première fois sous la domination ottomane en 1438 et a finalement été occupée en 1458.
La base de la forteresse est irrégulière et épouse la configuration du terrain. Elle est divisée en deux plateaux, reliés par un mur défensif massif. Sur les pentes sud-ouest, accessibles, en contrebas de la partie fortifiée, s'est développée une localité hors les murs (en serbe : podgrađe). Les vestiges d'une église à nef unique ont été mis au jour sur le site de Metaljka dans la localité hors-les-murs, à côté de laquelle se trouve une nécropole avec des dalles de pierre grossièrement taillées, datant des XIXe et XXe siècles.

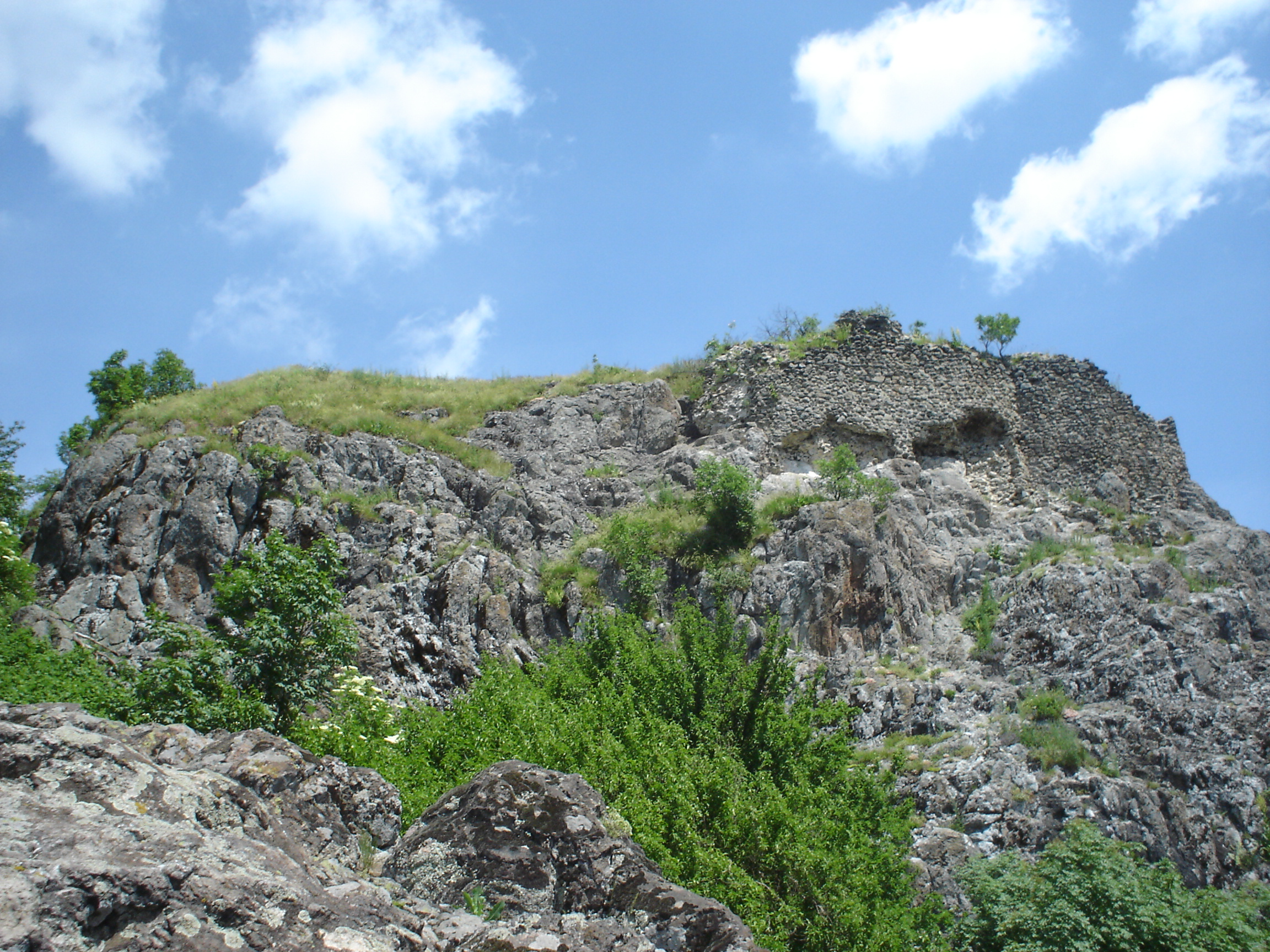
Vue des remparts.